# География Алтайского края
Алтайский край — субъект Российской Федерации, расположенный на юго-востоке Западной Сибири между 50 и 55 градусами северной широты и 77 и 87 градусами восточной долготы. Протяжённость территории с запада на восток около 600 км, с севера на юг около 400 км. Расстояние от Барнаула до Москвы по прямой около 2940 км, по автомобильным дорогам около 3400 км. Площадь 167 996 км².
Граничит на юге и западе с Восточно-Казахстанской и Павлодарской областями Казахстана, на севере и северо-востоке с Новосибирской и Кемеровской областями, на юго-востоке с Республикой Алтай.

## Рельеф
Территория края относится к двум физическим странам: Западно-Сибирской равнины и Алтай — Саяны. Горная часть охватывает равнину с восточной и южной сторон — Салаирский кряж и предгорья Алтая. Западная и центральная части преимущественно равнинного характера: Приобское плато, Бийско-Чумышская возвышенность, Кулундинская равнина. В регионе присутствуют почти все природные зоны России: степь и лесостепь, тайга и горы. Равнинная часть характеризуется развитием степной и лесостепной природных зон, наличием ленточных боров, развитой балочно-овражной сетью, озёрами и колками.

## Климат
Климат края умеренный, переходный к континентальному, формируется в результате частой смены воздушных масс, поступающих из Атлантики, Арктики, Восточной Сибири и Средней Азии. Абсолютная годовая амплитуда температуры воздуха достигает 90—95 °C. Среднегодовые температуры: положительные, 0,5—2,1 °C Средние максимальные температуры июля +26…+28 °C, экстремальные достигают +40…+42 °C. Средние минимальные температуры января −20…−24 °C, абсолютный зимний минимум −50…−55 °C. Безморозный период продолжается около 120 дней.
Наиболее сухой и жаркой является западная равнинная часть края. К востоку и юго-востоку происходит увеличение осадков от 230 мм до 600—700 мм в год. Среднегодовая температура повышается к юго-западу края. Благодаря наличию горного барьера на юго-востоке края господствующий западно-восточный перенос воздушных масс приобретает юго-западное направление. В летние месяцы часты северные ветры. В 20—45 % случаев скорость ветров юго-западного и западного направлений превышает 6 м/с. В степных районах края с усилением ветра связано возникновение суховеев. В зимние месяцы в периоды с активной циклонической деятельностью в крае повсеместно отмечаются метели, повторяемость которых 30—50 дней в году.
Снежный покров устанавливается в среднем во второй декаде ноября, разрушается в первой декаде апреля. Высота снежного покрова составляет в среднем 40—60 см, в западных районах уменьшается до 20—30 см. Глубина промерзания почвы 50—80 см, на оголённых от снега степных участках возможно промерзание на глубину 2—2,5 м.

## Гидрография
Водные ресурсы представлены поверхностными и подземными водами. Наиболее крупные реки (из 17 тысяч): Обь, Бия, Катунь, Чумыш, Алей и Чарыш. Из 13 тысяч озёр самое большое Кулундинское озеро, его площадь 728 км². Главная водная артерия края: река Обь длиной в пределах края 493 км, образуется от слияния рек Бии и Катуни. Бассейн Оби занимает 70 % территории края.

## Растительный и животный мир
Многообразие зональных и интразональных ландшафтов региона способствует видовому разнообразию животного мира. В фауне насчитывается более 320 видов птиц и 90 видов млекопитающих.
Здесь произрастает около 2000 видов высших сосудистых растений, что составляет две трети видового разнообразия Западной Сибири. Среди них есть представители эндемических и реликтовых видов. К особо ценным относятся золотой корень (родиола розовая), маралий корень (рапонтикум сафлоровидный), красный корень (копеечник забытый), марьин корень (пион уклоняющийся), солодка уральская, душица, зверобой, девясил высокий и другие.
Лесной фонд занимает 26 % площади края.

## Полезные ископаемые
Полезные ископаемые включают полиметаллы, поваренную соль, соду, бурый уголь, никель, кобальт, железную руду и драгоценные металлы. Алтай знаменит уникальными месторождениями яшмы, порфиров, мраморов, гранитов, минеральными и питьевыми водами, природными лечебными грязями, охры.

## Экологическое состояние
Состояние атмосферного воздуха в значительной степени определяется размещением и концентрацией экологически активных отраслей материального производства, уровнем очистки производственных выбросов от загрязняющих веществ, сосредоточием и загруженностью транспортных магистралей. На предприятиях края газоочистными установками улавливается 64 % выделяемых в атмосферу загрязняющих веществ. В крае эксплуатируется более 560 тыс. автомобилей, выбросы вредных веществ которых составляют более 45 % от общего загрязнения атмосферного воздуха, в том числе: оксида углерода 69 %, оксидов азота 37 %, углеводородов 92 %.
Основными загрязнителями водных объектов края являются предприятия химии и нефтехимии, машиностроения, теплоэнергетики. Особую проблему представляет охрана малых рек от обмеления и загрязнения. За счёт сокращения лесистости происходит увеличение водной эрозии, вызывающей обмеление русла. Многочисленные мелкие озёра подвергаются загрязнению хозяйственно-бытовыми стоками населённых пунктов и животноводческих комплексов.
Ряд населённых пунктов края официально признан пострадавшим от воздействия радиации в результате испытания ядерного оружия на полигоне под Семипалатинском.
Кроме того, над территорией края проходят траектории пусков ракет-носителей с космодрома Байконур, а продукты отработанного ракетного топлива и части сгоревших в атмосфере ступеней попадают на поверхность.

## Особо охраняемые природные территории
В настоящее время в Алтайском крае практически не сохранилось изначально естественных ландшафтов, все они испытывают воздействие хозяйственной деятельности или переноса веществ водными и воздушными потоками. Для сохранения разнообразия флоры и фауны планируется создание разветвлённой сети особо охраняемых природных территорий (ООПТ): заповедников, национальных парков, природных парков, заказников, памятников природы.
В настоящее время отсутствуют как действующие заповедники, так и национальные парки. На территории края существует 33 заказника. Их общая площадь составляет 773,1 тыс. га или менее 5 % площади края, что значительно ниже среднего показателя по России и недостаточно для поддержания ландшафтно-экологического равновесия в биосфере.
В Алтайском крае утверждено 100 памятников природы, из них 54 геологических, 31 водный, 14 ботанических и 1 комплексный. В настоящее время выявлены ареалы растений и местообитания животных, относящихся к редким или находящимся под угрозой исчезновения, которые не имеют статуса особо охраняемых территорий.
Принято решение о создании Кулундинского природного парка и Тогульского национального парка, но отсутствие финансирования остановило работы по их организации.